# Microschema straminicolor
Microschema straminicolor är en insektsart som beskrevs av Carl Stål 1862. Microschema straminicolor ingår i släktet Microschema och familjen hornstritar. Inga underarter finns listade i Catalogue of Life.